# Patrick Visser

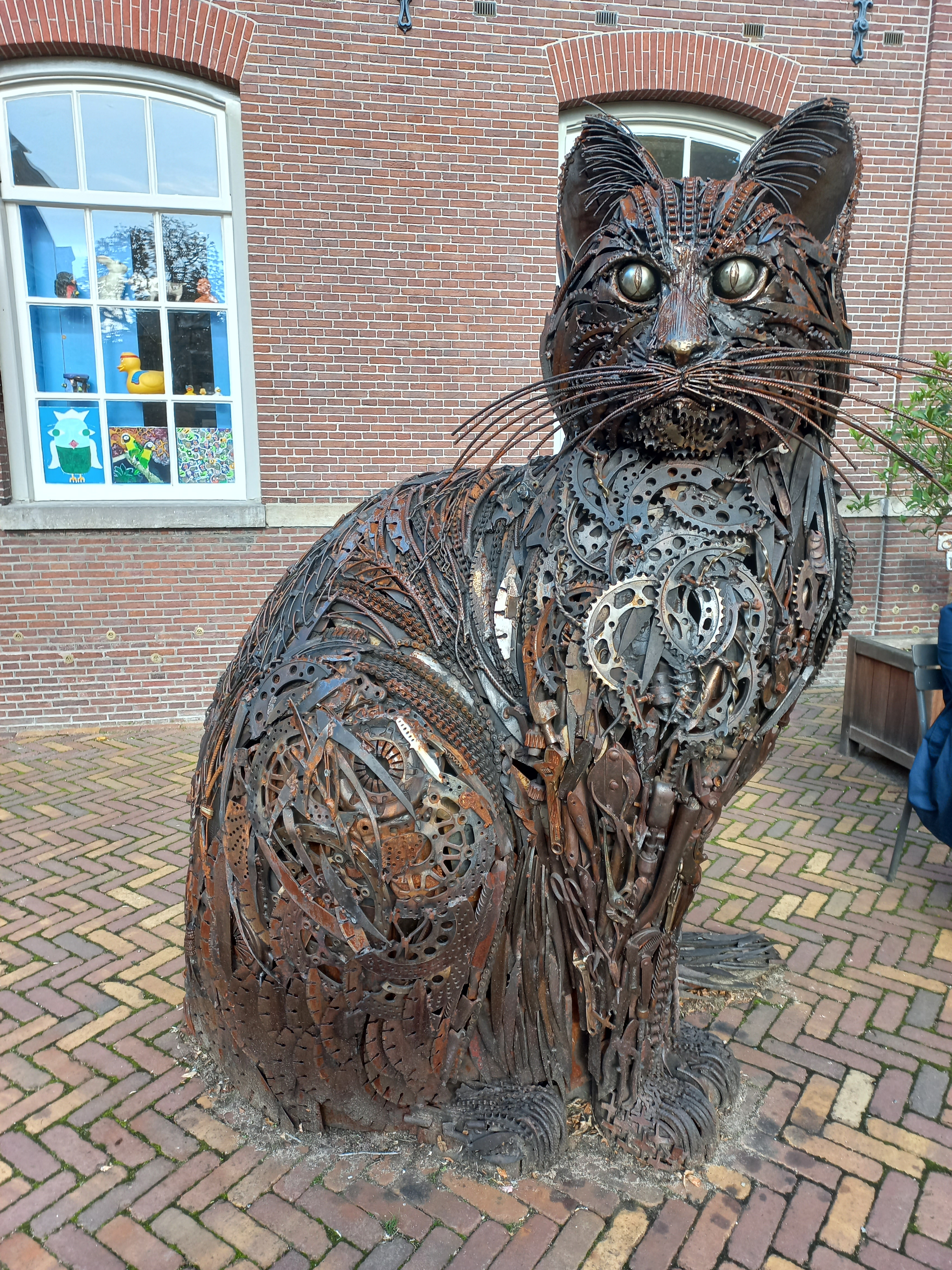
Kat van Visser, terrein De Hermitage (oktober 2022)

Patrick Visser (Zoeterwoude, 24 juli 1980) is een Nederlands beeldhouwer binnen de stroming junk art.
Hij is wat kunst betreft autodidact. Visser is sinds 2009 bezig met het verzamelen van oude metalen, dat hij op straat of elders (bijvoorbeeld bij de handel of sloperij) vindt. Hij maakt vanuit die overbodig gevonden restanten relatief grote beelden van dieren. Hij vergelijkt zijn werk met het boetseren van op zich klei zonder waarde tot een beeld. Hij heeft sinds 2014 een atelier op het terrein van een recyclebedrijf. Zijn dierbeelden vonden vervolgens hun weg naar tijdelijke plaatsingen in bijvoorbeeld Harderwijk, Apeldoorn en Amsterdam. Zo stond daar in 2018 op de publiek toegankelijke binnenplaats van Hermitage Amsterdam “zijn” Tijger. Zijn Zwijnenfamilie stond in 2022 in de beeldentuin Mariënheem. Vanuit de openbare expositieruimten vindt dikwijls verkoop van zijn beelden plaats.  